# الیات (داکوتای شمالی)
الیات(به انگلیسی: Elliott) شهری در ایالت داکوتای شمالی کشور ایالات متحده آمریکا است که جمعیت آن در سرشماری سال ۲۰۱۰ میلادی، ۲۵ نفر بوده‌است.